# Sin noticias de Dios
Sin noticias de Dios és una pel·lícula mexicana-espanyola del 2001 dirigida per Agustín Díaz Yanes.

## Argument
En els últims anys pràcticament cap ànima ha passat els exàmens d'entrada al cel. A l'infern ocorre tot el contrari: la immensa quantitat de nous interns comença a crear problemes d'espai. Aparentment l'infern ha guanyat la batalla entre el Bé i el Mal. Quan els angoixats dirigents del cel estan a punt de rendir-se, reben la petició d'una mare des de la terra, que els demana que salvin l'ànima del seu fill, Many Chávez, un boxador amb un turbulent passat. Els dirigents del cel s'aferren desesperadament a aquesta oportunitat i envien a la terra el seu àngel més capacitat, Lola Nevado (Victoria Abril), que es fa passar per l'esposa del boxador, i que intentarà portar-lo al seu terreny. Però els serveis d'intel·ligència infernals detecten la presència de Lola Nevado a la Terra i hi envien el seu millor agent: Carmen Ramos (Penélope Cruz).
Ambdues descobriran que una cosa és la teoria i una altra la pràctica. Al final hauran d'unir forces per a aconseguir el seu objectiu. Mentrestant descobriran que és més el que les uneix que el que les separa.

## Repartiment
- Victoria Abril - Lola Nevado
- Penélope Cruz - Carmen Ramos
- Demian Bichir - Manny
- Gemma Jones	- Nancy
- Fanny Ardant - Marina D'Angelo
- Juan Echanove - Director del supermercat
- Gael García Bernal - Davenport
- Emilio Gutiérrez Caba - Cap de policia
- Cristina Marcos - oficial de policia
- Luis Tosar - oficial de policia
- Bruno Bichir - Eduardo
- Elena Anaya - Pili
- Peter McDonald - Henry
- Elsa Pataky - Hostessa a l'infern

## Premis
XVI Premis Goya (2001)
| Categoria                        | Persona                                              | Resultat  |
| -------------------------------- | ---------------------------------------------------- | --------- |
| Millor pel·lícula                | Millor pel·lícula                                    | Candidata |
| Millor director                  | Agustín Díaz Yanes                                   | Candidat  |
| Millor actriu                    | Victoria Abril                                       | Candidata |
| Millor actor de repartiment      | Gael García Bernal                                   | Candidat  |
| Millor guió original             | Agustín Díaz Yanes                                   | Candidat  |
| Millor música original           | Bernardo Bonezzi                                     | Candidat  |
| Millor muntatge                  | José Salcedo                                         | Candidat  |
| Millor direcció artística        | Javier Fernández                                     | Candidat  |
| Millor direcció de producció     | Angélica Huete                                       | Candidat  |
| Millor maquillatge i perruqueria | Manuel García Ana Lozano                             | Candidats |
| Millor so                        | José Antonio Bermúdez Diego Garrido Pelayo Gutiérrez | Candidats |

Medalles del Cercle d'Escriptors Cinematogràfics de 2001
- Millor música (Bernardo Bonezzi), guanyador.[5]